# Арана Осорио, Карлос Мануэль
Карлос Мануэль Арана Осорио (исп. Carlos Manuel Arana Osorio; 17 июля 1918, Барберена — 6 декабря 2003, Гватемала) — президент Гватемалы с 1 июля 1970 по 1 июля 1974 года.
До президентства командовал военной базой в районе 3акапа и проводил массовые репрессии по отношению к подозреваемым в симпатиях к партизанам, за что получил прозвище «сакапский мясник». Осорио одержал победу на прошедших 1 марта 1970 года выборах, являясь кандидатом крайне правого Движения национального освобождения. В течение первого года его правления сохранялось осадное положение. При нём коренных жителей — индейцев сгоняли с земли, за время правления Араны Осорио погибло 10 % депутатов парламента. После ухода с поста президента он служил послом Гватемалы в Никарагуа.

## Цитаты
«Если надо, я превращу страну в кладбище, но я принесу мир».
«Если нужно похоронить половину страны, чтобы навести порядок, я не стану сомневаться ни секунды».